# 四子王旗
四子王旗是中華人民共和國内蒙古自治区乌兰察布市的一个旗。

## 历史
经考古发现，在1万多年前的旧石器时期，四子王旗轄境就有古人类在此生活。境内草原自古以来为塞北各遊牧民族生活的地方。唐虞时代属山戎、荤粥，夏商时期属鬼方、猃狁，春秋战国时期属林胡、楼烦。秦汉时為匈奴中部单于庭。魏晋时期属鲜卑拓跋部，南北朝時期南部屬北魏抚冥镇，北部为柔然汗國牧地。隋唐时期属东突厥汗國，唐代曾設振武军兼单于大都护府。辽代属丰州。金大定十八年（1178年）在今旗境设立天山县，元代天山县属中書省净州路。
14世纪元朝灭亡後净州也被废弃，由瓦剌等部落游牧。首领也先死後被东部蒙古驱逐，属土默特万户，阴山北麓部分地区由土默特部首领阿拉坦汗统辖。清初，清廷将原在呼伦贝尔草原游牧的四子部迁到旗境内，此为该旗得名之始。成吉思汗胞弟哈布图哈萨尔十五世孙诺延泰（脑音泰敖特根）有四个儿子：长子僧格、次子索诺木、三子鄂木布、四子伊尔扎木。后金天聪四年（1630年），四人相继归附皇太极。清崇德元年（1636年），因功赐第三子鄂木布“达尔汗卓哩克图”封号。四子部随后因参加征服明朝的战争西迁到旗境内。顺治六年（1649年），授鄂木布四子部落旗扎萨克多罗郡王，属乌兰察布盟，此后其子孙世袭罔替该旗王位。光绪二十九年（1903年）蒙汉分治，析四子部落旗部分地区归新设置的武川厅，隶属山西省归绥道。

中華民國時期，四子王旗屬绥远特别区、綏遠省管轄

民国成立後，四子部落旗正式改称四子王旗。1914年随乌兰察布盟归属绥远特别区，1928年改属绥远省。1937年10月被日军占领，由蒙古联盟自治政府管辖。抗战期间，八路军曾在此设立抗日根据地。1945年8月日本投降后，该地仍归绥远省。1949年5月26日，被中共解放军占领，组建四子王旗临时人民政府，废除封建王公制度。1950年4月1日，四子王旗人民政府正式成立。1952年，撤销乌兰察布盟乌兰花直属区，辖地划入四子王旗。1953年，武东县供济堂乡、吉庆乡划入四子王旗。1954年，武东县日特庙划入四子王旗。同年，绥远省并入内蒙古自治区。1958年5月，撤销武东县，其部分区域划入四子王旗，四子王旗的部分区域划归察哈尔右翼后旗、察哈尔右翼中旗、卓资县。2003年12月1日，乌兰察布撤盟改市，四子王旗隶属乌兰察布市。

## 环境资源
四子王旗位于内蒙古自治区中部，乌兰察布市西北部，总面积2.55万平方公里，东边与察右中旗、察右后旗及锡林郭勒盟苏尼特右旗相邻，南边与卓资县、呼和浩特市武川县相邻，西边与包头市达茂旗相相邻，北边与蒙古国东戈壁省接壤，国境线全长104公里。地形从南到北由阴山山脉北缘、乌兰察布丘陵和蒙古高原三部分组成，地势东南高西北低，海拔高度在1000到2100米之间，平均海拔1400米。南部多为山地丘陵，北部为荒漠草原，全境丘陵起伏，平原相间。主要山脉有笔架山、阿日嘎郎图山、道劳斯日博山和脑木更山。主要水系为5条内陆河即锡拉木伦河、大清河、席边河、乌兰花河及白音敖包河组成。
全旗地处温带，属典型的大陆性干旱气候兼有山地气候，气候特点是冬季漫长寒冷，多寒潮天气；夏季短促凉爽，降水少而集中，温差大，日照充足；春秋两季气温变化剧烈，大风日数多，无霜期短。年平均气温在1~6℃，由南向北随地势降低，气温逐渐递增。旗境阴天少，晴天多，大气透光好，光照时间长，日照时数南部少，北部多。由于旗地处内陆，南部又有阴山山脉阻挡。太平洋暖湿气流经长途跋涉，进入旗境后水汽渐少且来迟去早，因而境内雨季短暂降水稀少，蒸发量由南向北逐渐增多，而且超过降水量，致使空气干燥，干旱严重。
四子王旗境内有丰富的矿产、植物和野生动物。已探明矿藏有40余种，储量丰富的是铜、镍、金、锰、铅、锌、铁、钨、萤石、石膏、芒硝、石灰岩、珍珠岩、电气石、煤、石英等。野生植物有45科、225种，其中以禾本科、菊科最多。有白桦、胡杨、黄榆、山杨等天然乔木。药用植物产量较高的是黄芪、知母、甘草、锁阳、柴胡、麻黄、百合、大黄、秦艽、远志、杏仁、枸杞、龙胆、车前子、蒲公英、黄芩、防风、益母草、苁蓉等。优良牧草19种，其中分布广产草量高的是羊草、冰草、花苜蓿、山野豌豆、针茅属、冷蒿、三裂亚菊、寸草苔、细中苔、碱蓬、马蔺、多根葱等。有不少野味野菜，如发菜、厥菜、黄花、野磨、蒙古葱、山葱、山韭菜、田苣菜等。有毒植物主要有狼毒、野罂粟、天仙子、荨麻等。数量较多的野生动物为黄羊、野鸡、盘羊、野驴、野骆驼、野马、野鼠、野兔、狐狸、刺猬等。

## 人口经济
根據第七次人口普查數據，截至2020年11月1日零時，四子王旗常住人口為129372人。
四子王旗以蒙古族为自治民族，人口中汉族占多数，此外还有回族、满族、达斡尔族、锡伯族、东乡族、布依族、裕固族、土族、瑶族。2019年底，四子王旗总人口21.4万，其中蒙古族人口1.9万人，农牧业人口占总人口83%，男、女分别占52%，48%。
四子王旗是一个以畜牧业为主，农牧结合的边境少数民族聚居旗。通过农畜产品生产加工输出基地来发展现代农牧业，其中以马铃薯种薯繁育、仓储、加工为一体的农业和以杜蒙肉羊、肉牛、双峰驼、獭兔为主的畜牧业为特色产业。由于旗内矿产丰富，因此有相关矿产开发和发电行业，也有风能、太阳能等清洁能源开发。
2019年，四子王旗地区生产总值为58.9亿元人民币，城镇居民人均可支配收入30828元人民币，农村人均可支配收入12093元人民币。

## 行政区划
四子王旗下辖5个镇、3个乡、5个苏木：
乌兰花镇、吉生太镇、库伦图镇、供济堂镇、白音朝克图镇、红格尔苏木、江岸苏木、查干补力格苏木、脑木更苏木、东八号乡、忽鸡图乡、大黑河乡、巴音敖包苏木和乌兰牧场。

## 航天器着陆地
四子王旗着陆场大部分位于四子王旗境内，是神舟一号至神舟十一号共11艘神舟载人飞船返回艙、实践十号返回式卫星、探月工程三期再入返回飞行试验器、嫦娥五号 以及嫦娥六号返回器的着陆地。
國家為了神舟一号至神舟七号返回舱落点各修建了纪念碑，但神舟二號落偏了，也沒有設紀念碑，故總共六座。
神舟十二号任务开始，四子王旗着陆场不再作为载人航天任务主着陆场，改为副着陆场，正常情况下载人飞船不再使用。

### 引用
1. ↑  国务院第七次全国人口普查领导小组办公室. . 北京市: 中国统计出版社. 2022-07. ISBN 978-7-5037-9772-9. Wikidata Q130368174 （中文）.
2. 1 2  . 博雅地名网.   [2022-06-12].
3. 1 2  四子王旗地方志编纂委员会编 & 2005.10，第79-80頁
4. ↑  . 中国网. 2016-03-28.
5. ↑  . 四子王旗人民政府网.   [2020-12-21].[]
6. ↑  . 四子王旗人民政府网.   [2020-12-21].[]
7. 1 2  . 四子王旗人民政府网.   [2020-12-21].[]
8. ↑  杨安华总编；六枝特区地方志编纂委员会编 & 2002.08，第107-110頁
9. ↑  . 四子王旗人民政府网.   [2020-12-22].[]
10. ↑  . www.citypopulation.de.   [2023-09-18].
11. ↑  . 四子王旗人民政府网.   [2020-12-22].[]
12. ↑  . 四子王旗人民政府网.   [2020-12-22].[]
13. ↑  . 四子王旗人民政府网.   [2020-12-22].[]
14. ↑  . 四子王旗人民政府网.   [2020-12-22].[]
15. ↑  . 中国·国家地名信息库.
16. ↑  中国共产党乌海市海南区委员会宣传部. . 2020-12-16.
17. ↑  . 新华网. 2011-11-17 （中文（中国大陆））.
18. ↑  . 华商报 (搜狐新闻). 2013-06-28  [2023-09-11]. （原始内容存档于2017-04-13）.
19. ↑  中国共产党乌海市海南区委员会宣传部. . 2020-12-16.